# Los Cabos Open 2024 - Qualificazioni singolare
Le qualificazioni del singolare del Los Cabos Open 2024 sono stati un torneo di tennis preliminare per accedere alla fase finale della manifestazione. I vincitori dell'ultimo turno sono entrati di diritto nel tabellone principale. In caso di ritiro di uno o più giocatori aventi diritto a questi sono subentrati i lucky loser, ossia i giocatori che hanno perso nell'ultimo turno ma che avevano una classifica più alta rispetto agli altri partecipanti che avevano comunque perso nel turno finale.

## Teste di serie
1. Flavio Cobolli (qualificato)
2. Aleksandar Kovacevic (qualificato)
3. Yosuke Watanuki (ultimo turno)
4. Shintaro Mochizuki (primo turno)

1. Térence Atmane (primo turno)
2. Emilio Nava (qualificato)
3. Zachary Svajda (ultimo turno)
4. Nicolas Moreno de Alboran (primo turno)

## Qualificati
1. Flavio Cobolli
2. Aleksandar Kovacevic

1. Brandon Holt
2. Emilio Nava

## Tabellone

### Legenda
| - Q = Qualificato - WC = Wild card - LL = Lucky loser | - ALT = Alternate - SE = Special Exempt - PR = Protected Ranking | - w/o = Walkover - r = Ritirato - d = Squalificato |

### Sezione 1
|  | Primo turno | Primo turno               | Primo turno               | Primo turno | Primo turno |  |  | Ultimo turno | Ultimo turno   | Ultimo turno   | Ultimo turno | Ultimo turno |  |
|  |             |                           |                           |             |             |  |  |              |                |                |              |              |  |
|  | 1           | Flavio Cobolli            | 3                         | 6           | 6           |  |  |              |                |                |              |              |  |
|  |             | Sho Shimabukuro           | 6                         | 3           | 2           |  |  | 1            | Flavio Cobolli | Flavio Cobolli | 6            | 6            |  |
|  |             | Marc Polmans              | Marc Polmans              | 6           | 6           |  |  |              | Marc Polmans   | Marc Polmans   | 3            | 3            |  |
|  | 8           | Nicolas Moreno de Alboran | Nicolas Moreno de Alboran | 3           | 2           |  |  |              |                |                |              |              |  |

### Sezione 2
|  | Primo turno | Primo turno          | Primo turno          | Primo turno | Primo turno |  |  | Ultimo turno | Ultimo turno         | Ultimo turno         | Ultimo turno | Ultimo turno |  |
|  |             |                      |                      |             |             |  |  |              |                      |                      |              |              |  |
|  | 2           | Aleksandar Kovacevic | Aleksandar Kovacevic | 7           | 6           |  |  |              |                      |                      |              |              |  |
|  |             | Steve Johnson        | Steve Johnson        | 5           | 3           |  |  | 2            | Aleksandar Kovacevic | Aleksandar Kovacevic | 6            | 6            |  |
|  |             | Guido Andreozzi      | Guido Andreozzi      | 0           | 1           |  |  | 7            | Zachary Svajda       | Zachary Svajda       | 4            | 4            |  |
|  | 7           | Zachary Svajda       | Zachary Svajda       | 6           | 6           |  |  |              |                      |                      |              |              |  |

### Sezione 3
|  | Primo turno | Primo turno                 | Primo turno    | Primo turno | Primo turno |  |  | Ultimo turno | Ultimo turno    | Ultimo turno    | Ultimo turno | Ultimo turno |  |
|  |             |                             |                |             |             |  |  |              |                 |                 |              |              |  |
|  | 3           | Yosuke Watanuki             | 6              | 3           | 6           |  |  |              |                 |                 |              |              |  |
|  | WC          | Alan Fernando Rubio Fierros | 2              | 6           | 4           |  |  | 3            | Yosuke Watanuki | Yosuke Watanuki | 4            | 3            |  |
|  | Alt         | Brandon Holt                | Brandon Holt   | 6           | 6           |  |  | Alt          | Brandon Holt    | Brandon Holt    | 6            | 6            |  |
|  | 5           | Térence Atmane              | Térence Atmane | 4           | 4           |  |  |              |                 |                 |              |              |  |

### Sezione 4
|  | Primo turno | Primo turno        | Primo turno        | Primo turno | Primo turno |  |  | Ultimo turno | Ultimo turno | Ultimo turno | Ultimo turno | Ultimo turno |  |
|  |             |                    |                    |             |             |  |  |              |              |              |              |              |  |
|  | 4           | Shintaro Mochizuki | Shintaro Mochizuki | 5           | 5           |  |  |              |              |              |              |              |  |
|  | Alt         | Aidan Mayo         | Aidan Mayo         | 7           | 7           |  |  | Alt          | Aidan Mayo   | Aidan Mayo   | 5            | 5            |  |
|  | WC          | Nicolás Mejía      | Nicolás Mejía      | 3           | 3           |  |  | 6            | Emilio Nava  | Emilio Nava  | 7            | 7            |  |
|  | 6           | Emilio Nava        | Emilio Nava        | 6           | 6           |  |  |              |              |              |              |              |  |